# Bronx (Cocktail)

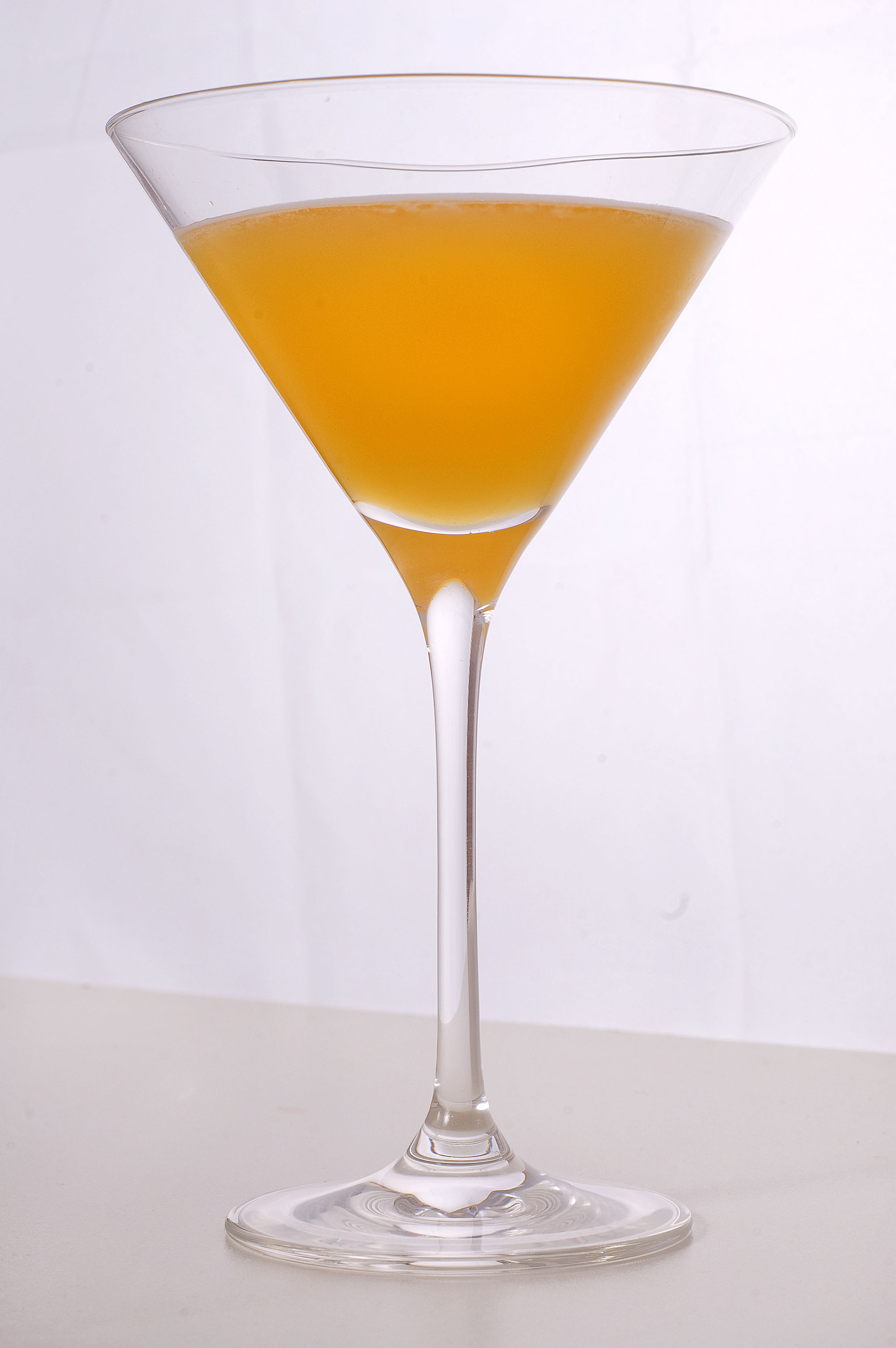
Der Bronx-Cocktail im Martini-Glas

Der Bronx ist ein klassischer Cocktail aus Gin, zwei verschiedenen Wermuts und Orangensaft. Er entwickelte sich Anfang des 20. Jahrhunderts in New York City. Der Bronx war der erste verbreitete und bekannte Cocktail, der mit Orangensaft zubereitet wurde. Benannt ist er nach dem New Yorker Stadtbezirk Bronx. Die Zutaten sind die eines Martinis, der zusätzlich mit Orangensaft verrührt wurde.

## Geschichte
Der Bronx entwickelte sich schnell von einem unbekannten Drink zu einem bekannten Standarddrink. Während er um 1900 noch unbekannt war, war er um 1910 von Festen und Veranstaltungen an der Ostküste der USA kaum mehr wegzudenken.
Die genaue Entstehung ist unklar. Die erste schriftliche Erwähnung stammt aus einer Getränkekarte unbekannten Ursprungs von etwa 1900, die die New York Historical Society aufbewahrt. Die erste Erwähnung in einem Zeitungsbericht stammt aus der New Yorker Police gazette von 1904, innerhalb einer Liste neuer Cocktails. Im Jahr 1907 taucht der Cocktails plötzlich in diversesten Zeitungsberichten, Speisekarten und bei Veranstaltungen auf.
Erfinder, die über die Jahre genannt wurden, waren Johnnie Solon, ehemaliger Barkeeper im New Yorker Waldorf Astoria, das Peter Sellers cafe in der Brook Avenue in der Bronx und das Criterin Restaurant in New York. Das klassische Rezept des Waldorf Astorias besteht aus 1,5 Unzen Gin, einer dreiviertel Unze Orangensaft und jeweils ein Teelöffel italienischer und französischer Vermouth. Diese werden mit Eis geschüttelt und dann in ein Glas abgeseiht.
Kritik erntete der Bronx auch, da er vielen Trinkern zu schwach schmeckte. Diese kritisierten auch, dass es Unsinn wäre, einen perfekten Martini mit Frühstückszutaten zu verschlimmern.  Während der Drink allerdings Anfang des 20. Jahrhunderts weit verbreitet war, ist er heute kaum mehr auf Barkarten aufzufinden. Der Niedergang soll dabei mit der Prohibition in den USA zusammenhängen. Der starke Geschmack des Orangensafts half auch den oft minderwertigen Alkohol, der in den USA in Prohibitionszeiten erhältlich war, zu überdecken. Deshalb war der Bronx in der Zeit der Prohibition einer der beliebtesten Cocktails, nach deren Aufhebung allerdings verbanden zu viele Menschen schlechte Erinnerungen an minderwertigen Alkohol mit ihm und wechselten zu anderen Drinks.

## Rezeption
Im 1925 veröffentlichten Roman Der große Gatsby, der das Leben der New Yorker Oberschicht schildert, haben die Gatsbys eine automatische Saftpresse für Orangensaft angeschafft, um den großen Bedarf an Bronx-Cocktails für ihre Partys stillen zu können.
Auf das Image des Cocktails als Drinks für ausgelassene Partys gibt auch der Film Der dünne Mann von 1934 aufschluss. Dort beschreibt der Protagonist Nick Charles verschiedene Cocktails: The important thing is the rhythm. Always have rhythm in your shaking. Now a Manhattan you always shake to fox-trot time, a Bronx to two-step time, a dry martini you always shake to waltz time. Während der Martini im Takt des als elegant geltenden Langsamen Walzers geschüttelt werden soll, und der Manhattan in klassischen Foxtrottrhythmus, soll der Bronx im Takt des Two Steps, einem ausgelassenen Volkstanz zu Cajun-Musik geschüttelt werden.
Laut der New York Times waren der Bronx-Cocktail und der Bronx Cheer maßgeblich dafür verantwortlich, dass der gesamte Stadtteil in den 1930ern ein Image verfallener unseriöser Provinz mit seltsamen Zeitvertreib hatte.

## Varianten
Verbreitete Varianten sind der Bronx Silber mit einem zusätzlichen Eiweiß und der Bronx Gold mit einem Eigelb. Der Income Tax Cocktail erweitert das Rezept um einen Dash Angosturabitter, der Satan’s Whiskers um Orangenlikör und Orangenbitter.